# D43 (Aude)
De D43 is een departementale weg in het Zuid-Franse departement Aude. De weg verbindt Verzeille via Pomas, Montclar, Montréal met Bram en is ongeveer 29 kilometer lang.
De D43 heeft het uiterlijk van een smalle bergweg. Op enkele korte stukken is dubbelnummering met de D118, D18 en D119. Op die trajecten wordt het wegnummer D43 niet aangegeven.